# Zonotrichia leucophrys
El gorrión corona blanca (Zonotrichia leucophrys), también conocido como gorrión de corona blanca, gorrión blanco coronado y chingolo coroniblanco, es una especie de ave paseriforme de la familia Passerellidae propia de Norteamérica.

## Descripción
Es un pájaro mediano, normalmente los adultos tienen aproximadamente 18 cm de largo, tienen rayas blancas y negras en su cabeza, una cara gris, sus partes superiores son veteadas de color marrón y una cola larga. Sus alas son marrones con las barras y el pecho es de color gris claro. Son similares en apariencia al gorrión garganta blanca pero no tiene las marcas blancas en el cuello.

## Subespecies

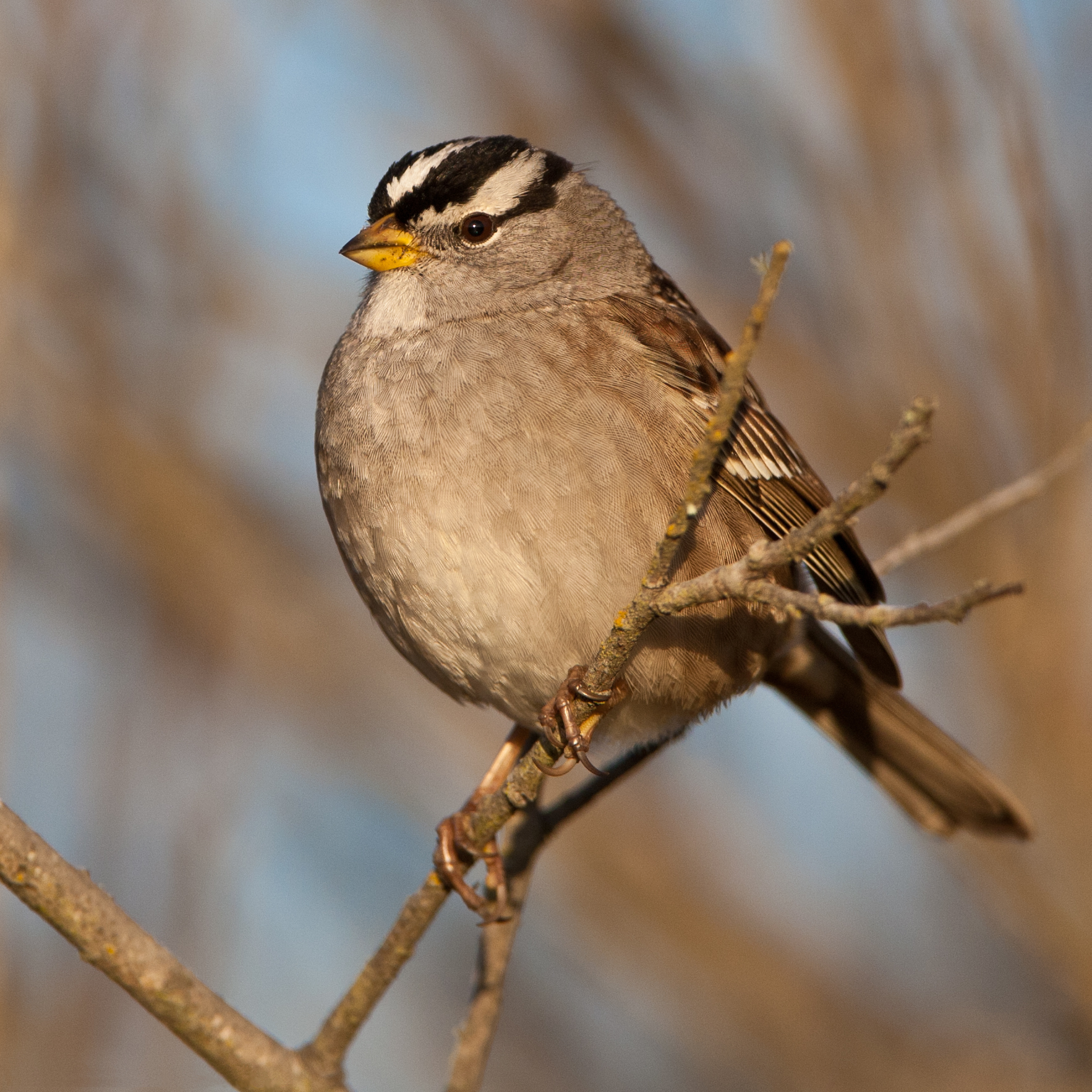
En California (Estados Unidos)

Hay cinco subespecies actualmente reconocidas del gorrión corona blanca (pugetensis, gambelii, nuttalli, oriantha, y leucophrys), variando en comportamiento migratorio y el hábitat de reproducción. 
La subespecie nuttalli es residente permanente en California, mientras que la gambelii puede emigrar hasta el Círculo polar ártico durante la estación de cría en verano. Los pájaros norteños emigran al sur de Estados Unidos.

## Distribución
Su hábitat de cría está en zonas con arbustos a lo largo del norte de Canadá y oeste de los Estados Unidos.
El gorrión corona blanca es muy raramente divangante en Europa Occidental. Se localizó un ejemplar en el condado de Cork (Irlanda) en mayo de 2003. Otro fue encontrado en Norfolk (Inglaterra), en enero de 2008. Se observó un joven ejemplar en Ona (Noruega) en octubre de 2009.

## Comportamiento y alimentación
Estos pájaros buscan comida en la tierra o en la vegetación baja, pero hacen a veces vuelos cortos para alimentarse de insectos voladores. Se alimentan principalmente de semillas u otras partes de las plantas e insectos. Durante el invierno, a menudo buscan comida en bandada.
Esta especie anida en la parte baja de los arbustos o bien en la tierra bajo los mismos, poniendo de 3 a 5 huevos de color gris o azul verdoso con marcas marrones.
El gorrión de corona blanca es conocido por su mecanismo natural de vigilia, que le permite estar despierto hasta dos semanas durante la migración. Esta capacidad ha sido estudiada para su posible aplicación en humanos, como por ejemplo en el control de la modorra en el trabajo por turnos o en la conducción de camiones.

## Impactos antropogénicos
Estudios en Zonotrichia leucophrys respecto al insecticida neonicotinoide sistémico imidacloprid patentado por Bayer AG y usado en la agricultura han mostrado que reduce la capacidad migratoria y de supervivencia de la especie.

## Imágenes

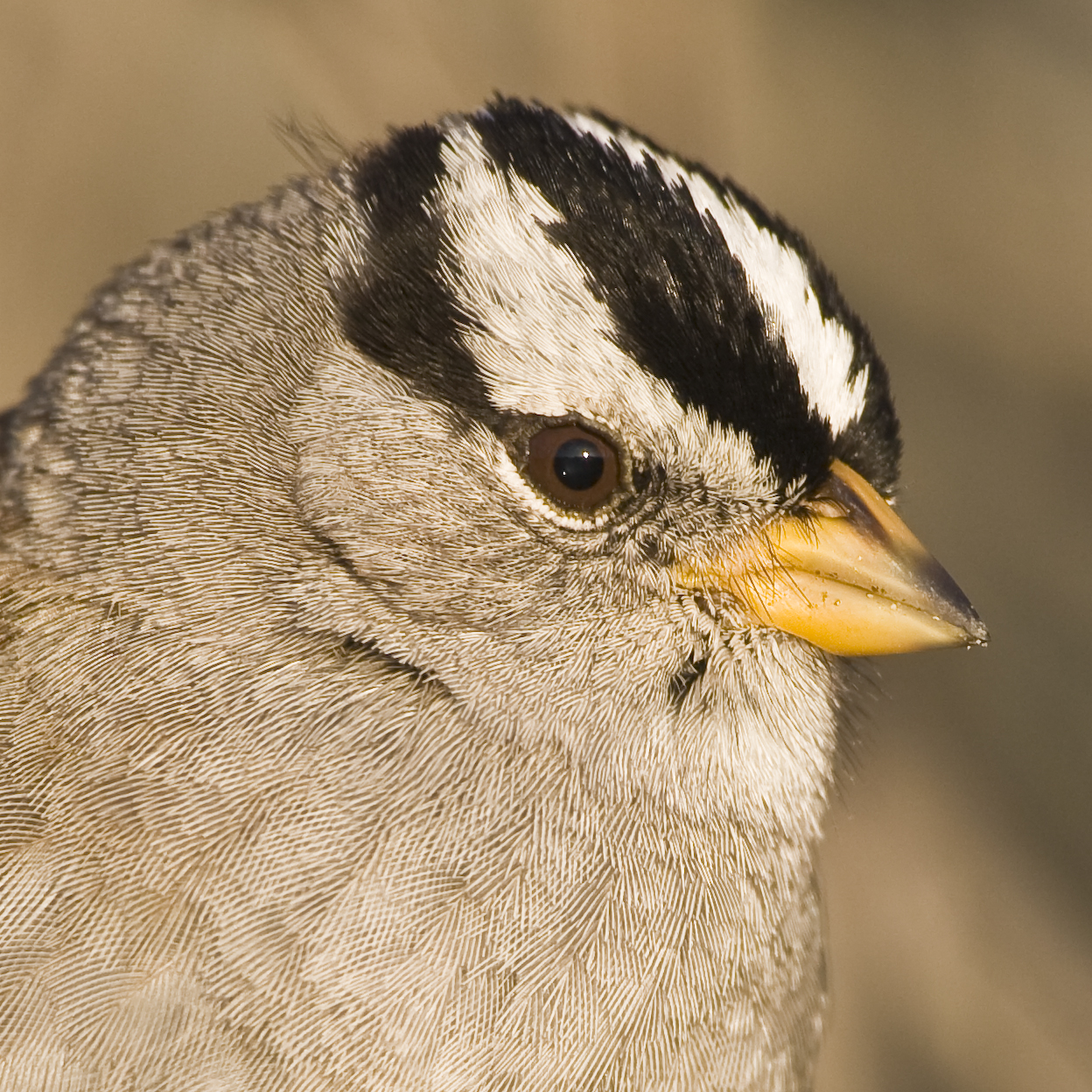
Detalle de la cabeza de un individuo de la subespecie nutalli
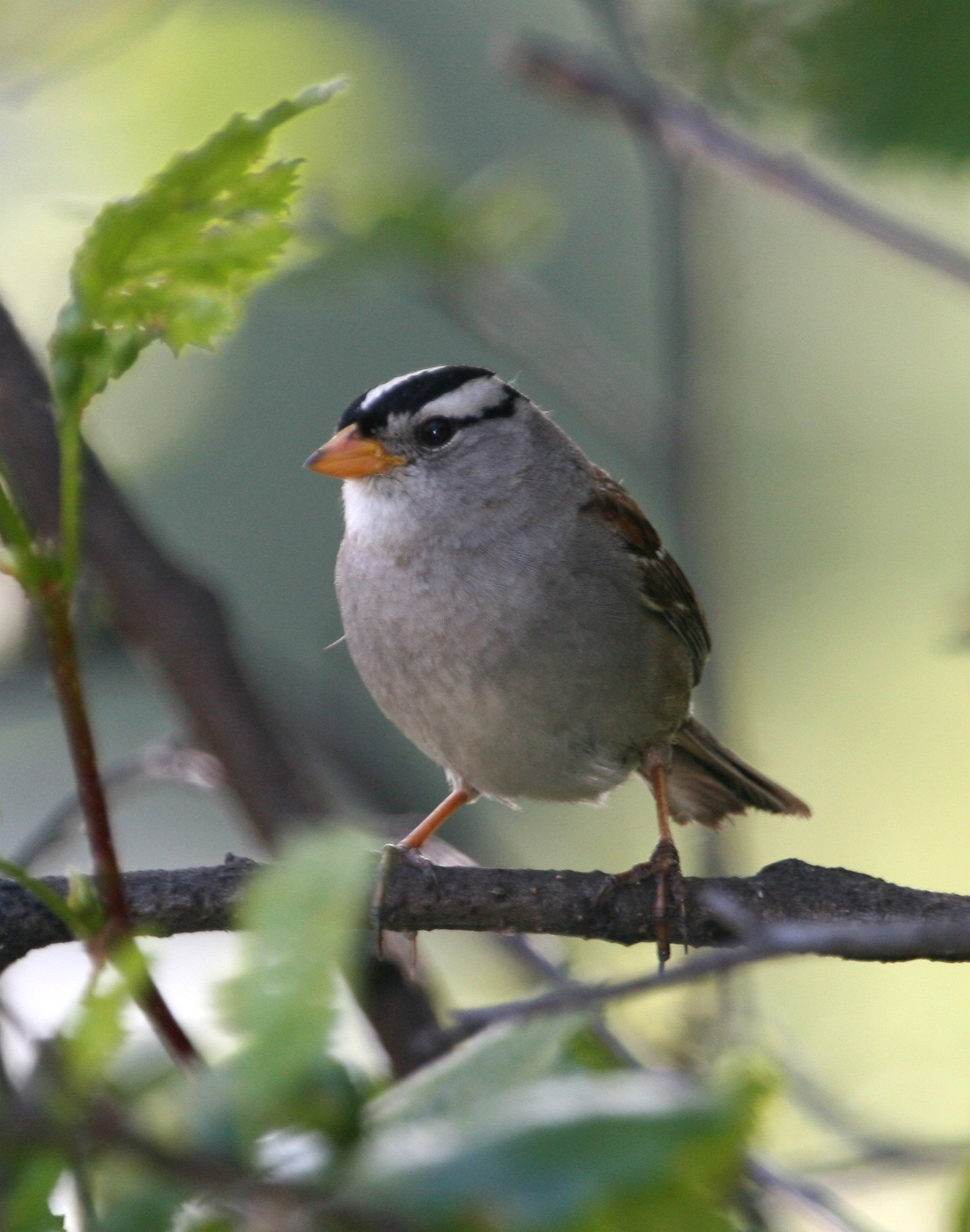
Ejemplar adulto
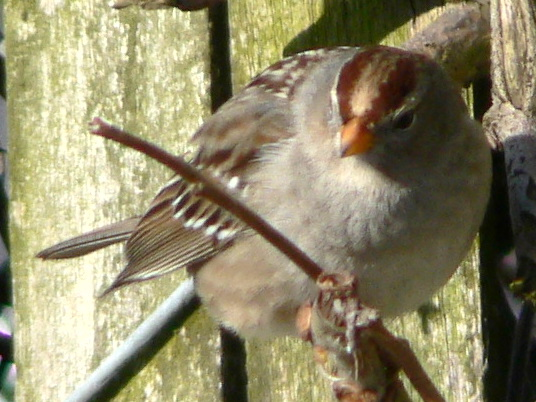
El plumaje juvenil (primer invierno) es más apagado que el de los adultos
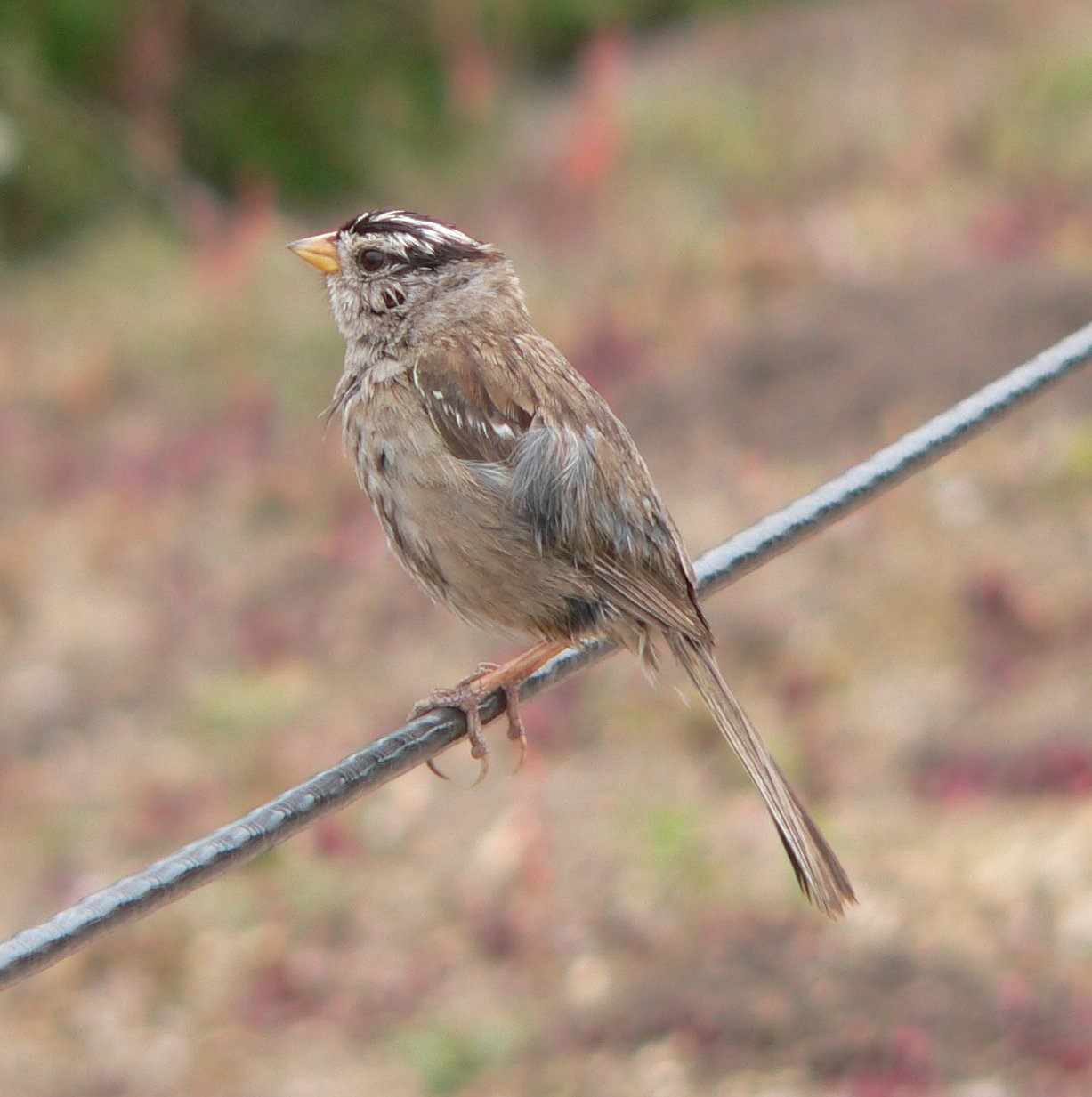
Espécimen de la subespecie nuttalli en la reserva estatal de Point Lobos (California)
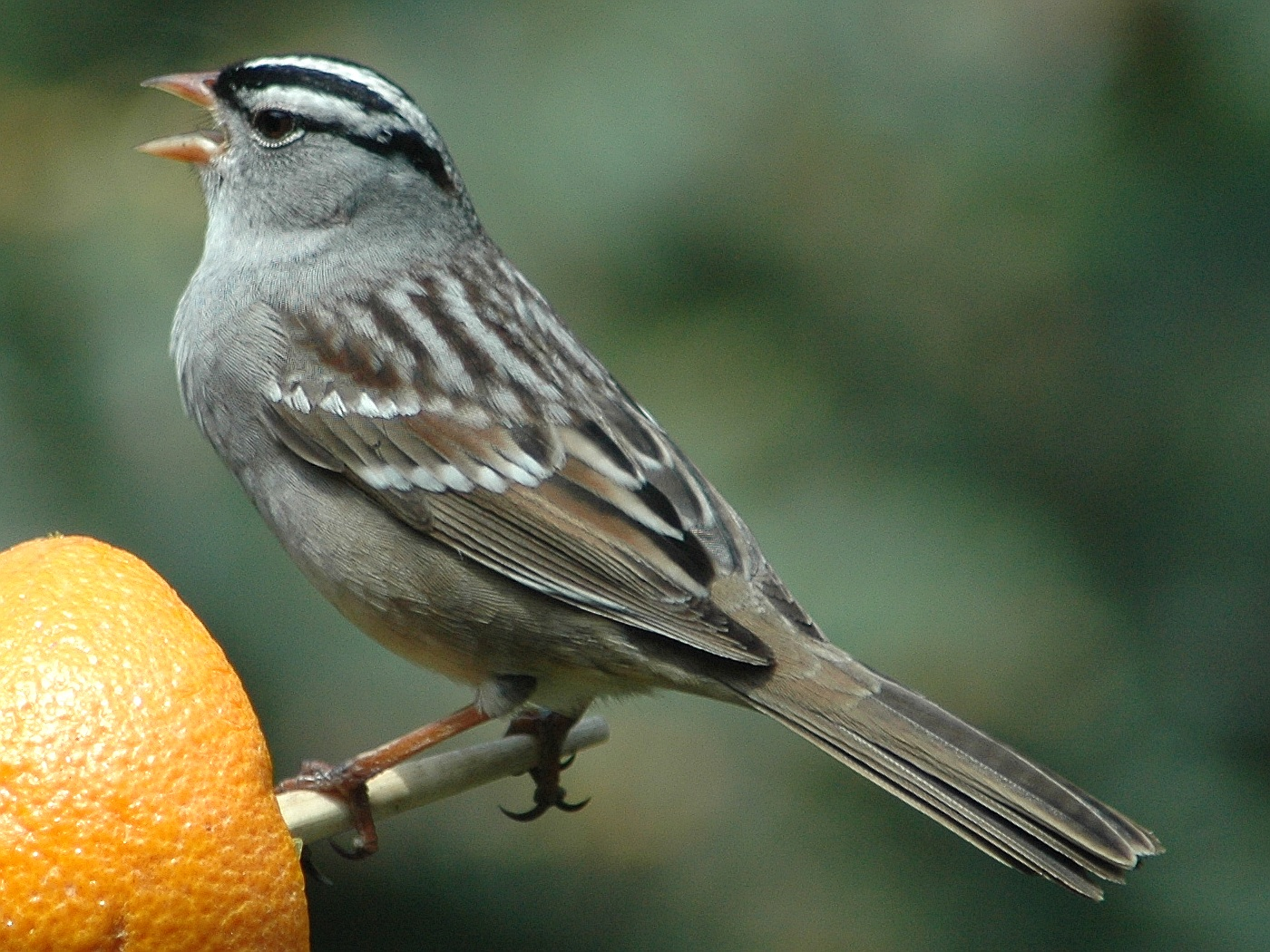
Ejemplar de perfil cantando